# Senat Tschentscher III
Der rot-grüne Senat Tschentscher III ist seit der erneuten Wahl von Peter Tschentscher zum Ersten Bürgermeister am 7. Mai 2025 die Landesregierung in Hamburg. Er wurde infolge des Ergebnisses der Bürgerschaftswahl am 2. März 2025 gebildet. Die Wahl von Peter Tschentscher erfolgte am 7. Mai 2025 in der Bürgerschaft. Er erhielt 71 von 119 Stimmen. Die vier Senatoren der Grünen wurden am 28. April 2025 vorgestellt, die sieben Senatsmitglieder auf Vorschlag der SPD wurden schon vorher bekannt.

## Senat
| Amt                                                         | Bild                                                                                              | Name                 | Partei     | Partei                                 | Staatsräte                                                                                           | Partei    | Partei     |
| ----------------------------------------------------------- | ------------------------------------------------------------------------------------------------- | -------------------- | ---------- | -------------------------------------- | --- | --------- | ---------- |
| Präsident des Senats und Erster Bürgermeister Senatskanzlei |                                                                                                   | Peter Tschentscher   |            | SPD                                    | Liv Assmann Bevollmächtigte beim Bund, bei der Europäischen Union und für auswärtige Angelegenheiten |           | SPD        |
| Präsident des Senats und Erster Bürgermeister Senatskanzlei | Jan Pörksen Chef der Senatskanzlei und des Personalamtes                                          | Peter Tschentscher   |            | SPD                                    | |           | SPD        |
| Zweite Bürgermeisterin                                      |                                                                                                   | Katharina Fegebank   |            | B’90/Grüne                             | |           |            |
| Behörde für Umwelt, Klima, Energie und Agrarwirtschaft      | Alexander von Vogel Energie                                                                       | Katharina Fegebank   |            | B’90/Grüne                             | B’90/Grüne                                                                                           |           |            |
| Behörde für Umwelt, Klima, Energie und Agrarwirtschaft      | Anselm Sprandel (bis 31. Mai 2025) Stefanie von Berg (ab 1. Juni 2025) Umwelt und Agrarwirtschaft | Katharina Fegebank   |            | B’90/Grüne                             | B’90/Grüne                                                                                           |           |            |
| Behörde für Justiz und Verbraucherschutz                    |                                                                                                   | Anna Gallina         | B’90/Grüne | Holger Schatz                          | | SPD       |            |
| Behörde für Schule, Familie und Berufsbildung               |                                                                                                   | Ksenija Bekeris      |            | SPD                                    | Katharina von Fintel Schule und Berufsbildung                                                        | SPD       |            |
| Behörde für Schule, Familie und Berufsbildung               | Michaela Peponis Familie und Jugend                                                               | Ksenija Bekeris      |            | SPD                                    | parteilos                                                                                            |           |            |
| Behörde für Kultur und Medien                               |                                                                                                   | Carsten Brosda       | SPD        | Jana Schiedek                          | | SPD       |            |
| Behörde für Gesundheit, Soziales und Integration            |                                                                                                   | Melanie Schlotzhauer | SPD        | Tim Angerer Gesundheit                 | SPD                                                                                                  |           |            |
| Behörde für Gesundheit, Soziales und Integration            | Funda Gür Soziales und Integration                                                                | Melanie Schlotzhauer | SPD        |                                        | SPD                                                                                                  |           |            |
| Behörde für Wirtschaft, Arbeit und Innovation               |                                                                                                   | Melanie Leonhard     | SPD        | Andreas Rieckhof                       | SPD                                                                                                  |           |            |
| Behörde für Stadtentwicklung und Wohnen                     |                                                                                                   | Karen Pein           | SPD        | Jacqueline Charlier (ab 15. Juli 2025) | | parteilos |            |
| Behörde für Wissenschaft, Forschung und Gleichstellung      |                                                                                                   | Maryam Blumenthal    |            | B’90/Grüne                             | Eva Gümbel                                                                                           |           | B’90/Grüne |
| Behörde für Verkehr und Mobilitätswende                     |                                                                                                   | Anjes Tjarks         | B’90/Grüne | Martin Bill                            | B’90/Grüne                                                                                           |           |            |
| Behörde für Inneres und Sport                               |                                                                                                   | Andy Grote           |            | SPD                                    | Thomas Schuster Inneres                                                                              |           | parteilos  |
| Behörde für Inneres und Sport                               | Christoph Holstein Sport                                                                          | Andy Grote           |            | SPD                                    | SPD                                                                                                  |           |            |
| Behörde für Finanzen und Bezirke                            |                                                                                                   | Andreas Dressel      | SPD        | Bettina Lentz Finanzen                 | SPD                                                                                                  |           |            |
| Behörde für Finanzen und Bezirke                            | Alexander von Vogel Bezirke                                                                       | Andreas Dressel      | SPD        |                                        | B’90/Grüne                                                                                           |           |            |